# Sidabitball
Sidabitball är det artistnamn som används av Pierre Boquet (född 1979). Pierre Boquet använder sig av ombyggda och mjukvarumässigt anpassade Game Boy-konsoler för att skapa ljud och melodier. Pierre Boquet medverkade i projektet "We're the operators: 8-bit Kraftwerk covers compilation" som är en samlingsplatta med Kraftwerk-covers arrangerade och inspelade av ett flertal artister på diverse lo-bit/lo-fi instrument som till exempel Game Boy, Atari, Commodore.